# Juan María Lekuona
Pour les articles homonymes, voir Lekuona.
Juan Maria Lekuona ou Juan Mari Lekuona Berasategi, connu aussi sous le pseudonyme « Oyanburu », né le 11 novembre 1927 à Oiartzun et mort le 5 décembre 2005 à Saint-Sébastien, est un poète, prêtre et académicien basque espagnol de langue basque et espagnole. 

## Biographie
Il était le neveu de Manuel Lekuona. En 1953, il devient prêtre. Après un séjour à Rome où il soutient sa thèse, il travaille à Añorga, un quartier de Saint-Sébastien. Il lit Gabriel Aresti à cette époque, et c'est pour cela que sa poésie est orientée vers la lutte sociale, comme on peut voir dans son premier livre: Mindura gaur.
Ses études sur le bertsolarisme (tradition orale en basque) sont très importantes et il est devenu un membre de l’Euskaltzaindia en 1988. Il a gagné divers prix comme deux Prix Euskadi dans la catégorie « Littérature en langue basque », en 1979 pour Ilargiaren eskolan et en 1990 pour Mimodramak eta ikonoak.

## Œuvre

### Poésie
- Mindura gaur, 1966, Apaiztegia
- Muga beroak, 1973, Gero
- Ilargiaren eskolan, 1979, Erein
- Mimodramak eta ikonoak, 1990, Erein
- Ibilaldia. Itinerario, 1996, EHU-UPV
- Ibaiak basamortuan, 2008, EHU

### Chanson
- Oiartzungo kantutegia, 1999, Oiartzungo Udala

### Essais
- Ahozko euskal literatura, 1982, Erein
- Ikaskuntzak Euskal Literaturaz (1974-1996), 1998, Deustuko Unibertsitatea

### Anthologies / Recueils
- XX. mendeko poesia kaierak, 2000, Susa

### Biographie
- Manuel Lekuona Etxabeguren, 1995, Eusko Ikaskuntza